# Lilit Mkrtchian
Lilit Mkrtchian (en armenio: Լիլիթ Մկրտչյան; Ereván, 9 de agosto de 1982) es una jugadora de ajedrez armenia. Posee los títulos de Maestra Internacional (IM) y Gran Maestra Femenina (WGM), que la FIDE le otorgó en 2003 y 1998 respectivamente. Mkrtchian fue cuatro veces campeona de ajedrez femenina de Armenia.

## Trayectoria
Lilit Mkrtchyan aprendió a jugar al ajedrez a la edad de seis años, con su abuelo. Pronto la llevó al club de ajedrez de su ciudad, para comenzar a entrenarla. Con solo trece años ganó el Campeonato femenino de Armenia y pasó a formar parte del equipo nacional.
Su primer entrenador fue Norek Mowsesjan, más tarde recibió clases del maestro internacional Valeri Tsaturjan y en la Academia de Ajedrez de Armenia fundada por Smbat Lputjan. Otros entrenadores fueron Norayr Movsisyan, Vladimir Hayrapetyan, Arsen Yegiazarian, Ashot Anastasyan.
Es licenciada por el Instituto Armenio de Deporte y Cultura. Es ajedrecista profesional desde 1997.
Recibió  el título de WGM en Elistá en 1998, en la Olimpiada de Ajedrez, cuando tenía 16 años y dos años después el IM.
Compartió el primer puesto con Maia Lomineishvili y Ana Matnadze en el Campeonato Femenino del Mar Negro de 2000, celebrado en Batumi.
En 2002, Mkrtchian ganó la medalla de plata en el Campeonato Europeo Individual Femenino en Varna, Bulgaria, con 8½/11 puntos. Participó en el Campeonato Europeo de Ajedrez por Equipos Femenino de 2003 en Plovdiv, Bulgaria, ayudando a Armenia a ganar la medalla de oro.Mkrtchian se llevó la medalla de bronce en el 7.º Campeonato de Europa individual femenino de 2006 celebrado en Kuşadası, Turquía, con 7½/11 puntos.En la edición de 2009 empató con Tatiana Kosintseva en el primer lugar con 8½/11 y se llevó la plata tras perder en el desempate. 
En diciembre de 2009, ocupó el décimo puesto en la lista de mejores deportistas de Armenia en 2009.
En febrero de 2015, ocupaba el segundo puesto en la lista de clasificación Elo femenina de Armenia, por detrás de Elina Danieljan. Su puesto más alto en la clasificación mundial femenina de la FIDE fue el 13.º en marzo de 2010.
En 2013 quedó tercera en el Campeonato de Europa individual femenino.En declaraciones a la prensa se mostró satisfecha y destacó que el campeonato europeo tiene un alto rango y llevarse cualquier premio en un torneo de este tipo puede considerarse un gran éxito.
En el Campeonato Mundial de Ajedrez por Equipos Femenino de 2015 en Chengdu (China), Mkrtchian ganó la medalla de oro individual en el segundo tablero.
Junto a Elina Danielian, lidera el equipo nacional femenino armenio de ajedrez en 2023. En el Campeonato de Europa Femenino de Ajedrez disputado en Montenegro, ganaron en la cuarta ronda posicionándose a  medio punto de la líder del momento, la rumana Irina Bulmaga, que sumó cuatro victorias.
Considerada una de las ajedrecistas más fuertes de Armenia del siglo XX, entrena a varias estudiantes, da conferencias y participa activamente en ligas y torneos de ajedrez.